# Brian Laudrup
Brian Laudrup (Viena, Austria, 22 de febrero de 1969) es un exfutbolista danés, nacido en Austria debido a que su padre y también futbolista, Finn Laudrup, danés, jugaba por ese entonces para el Wiener Sport-Club.
Laudrup ganó la Eurocopa de 1992 con la selección de Dinamarca y fue una parte vital del equipo del Rangers que dominó la Premier League de Escocia en la década de 1990. Brian Laudrup se encuentra entre los 125 mejores jugadores de fútbol vivos elegidos por Pelé en la ceremonia de los 100 años de la FIFA en marzo del 2004, junto con su hermano Michael Laudrup.

## Carrera profesional

### Clubes
- 1986-1989 Brøndby IF
- 1989-1990 Bayer Uerdingen
- 1990-1992 Bayern de Múnich
- 1992-1993  Fiorentina
- 1993-1994 AC Milan
- 1994-1998 Glasgow Rangers
- 1998-1999 Chelsea
- 1999-2000 Ajax Ámsterdam

### Selección nacional
- 1987-1998 Dinamarca

## Palmarés

### Torneos nacionales
- - 2 Liga Danesa: 1987,1988
  - 2 Copa Dinamarca: 1989
  - 1 Supercopa de Alemania: 1990.
  - 1 Liga italiana: 1994.
  - 1 Supercopa de Italia: 1993.
  - 3 Ligas escocesas: 1995; 1996; 1997.
  - 1 Copa de Escocia: 1996.
  - 1 Copa de Liga Escocesa: 1997.

### Copas internacionales
- - 1 Liga de Campeones: 1993-94.
  - 1 Supercopa Europea: 1998.
  - 1 Eurocopa: 1992.
  - 1 Copa Confederaciones:1995.